# Paloma Adrados
María Paloma Adrados Gautier (Madrid, 16 d'abril de 1957) és una política espanyola del Partit Popular; va ser alcaldessa de Pozuelo de Alarcón i és presidenta de l'Assemblea de Madrid. Després de llicenciar-se en dret, va començar a treballar en la Confederació Espanyola d'Organitzacions Empresarials, on es va responsiblitzar de l'àrea de relacions laborals internacionals. Després del seu pas per l'Organització Internacional del Treball com a consultora, entra plenament en política i s'integra en les files del Partit Popular. Entre 1997 i 1999 va treballar a les ordres de Javier Arenas, que llavors era ministre de Treball i Assumptes Socials, com a assessora. El 1999 va ser escollida diputada autonòmica a l'Assemblea de Madrid, on va ocupar el càrec de la secretaria primera. El juny de 2007 va ser reclamada per Esperanza Aguirre per substituir Juan José Güemes al capdavant de la conselleria d'Ocupació i Dona de l'executiu autonòmic. El 2011 va ser triada candidata del seu partit per optar a l'alcaldia de la ciutat de Pozuelo de Alarcón, i va aconseguir el 61,9% dels sufragis en les eleccions del 22 de maig. Va ser investida alcaldessa l'11 de juny de 2011.